# Andraca flavamaculata
Andraca flavamaculata is een vlinder uit de familie van de gevlamde vlinders (Endromidae). De wetenschappelijke naam van de soort werd voor het eerst geldig gepubliceerd in 1995 door Yang.